# Vígh János
Vígh János (Kisújszállás, 1919. augusztus 24. – Zsámbék, 2011. március 19.) járási rendőrkapitány, sportszervező, sportvezető, közéleti személyiség.

## Életútja
Szülei második gyermekeként született. Négyen voltak testvérek. A második világháború idején katonai behívót kapott, majd az orosz frontra vezényelték, ahol híradósként teljesített szolgálatot. A háborút követően rövid ideig szolgált még a magyar hadseregben, majd a Rendőrség kötelékébe lépett. Szolgálata során az ország több pontjára is kapott kiküldetést, míg végül Dorogra került, ahol a Járási Rendőrkapitányság vezetőjének nevezték ki 1957-ben. Időközben Rendőrakadémiát végzett. 1962-1974 között az Igazságrendészeti alosztály vezetője volt Dorogon. 1974-ben alezredesi rangban vonult nyugdíjba. Ezt követően 1977-ig a Magyar Honvédelmi Szövetség Dorogi Kirendeltségénél szaktanácsadóként dolgozott.
Hivatása mellett sportvezetőként tevékenykedett és jelentős munkát fejtett ki a Dorogi Bányász SC-nél. A dorogi klubnál 1963-tól két évtizeden keresztül az ökölvó-szakoszály vezetője volt. Sokat fáradozott a dorogi sporttelep fejlesztésén is és egyik jelentős szorgalmazója volt a sportcsarnok és a fedett uszoda megépítésének. Számos sportverseny szervezését és levezetését végezte, valamint jelentős tevékenységet vállalt az MHSZ és ifjúsági sportéletből is. Egyik fő szervezője volt az üzemi és vállalati, valamint tömegsportnak, amelynek keretén belül a rendőrcsapatok labdarúgó mérkőzéseinek lebonyolítását végezte. A szervezések mellett maga is aktívan sportolt tömegsport szinten. Tagja volt a dorogi rendőr labdarúgó csapatának. Lelkes dorogi lokálpatriótaként sokat tett a településért és a sportklubért egyaránt. Két évtizeden át a Dorogi Nagyközségi Tanács, illetve a Dorogi Városi Tanács képviselője volt. Jelentős társadalmi munkát is vállalt.
Felesége 1982-ben bekövetkezett halálát követően, négy évnyi özvegység után 1986-ban újra megnősült. Második házassága lévén került Zsámbékra, ahol a helyi nyugdíjas dalkör tagja lett. A dalárda kórustagja és szólistája is volt. Számos sikeres országos szereplésen vettek részt. Díjakat nyertek, rádiós és televíziós felvételük is volt. Az 1980-as évek végén forgatott Angyalbőrben című filmsorozatban statisztaként szerepet kapott. Doroggal és a dorogi sportklubbal mindvégig szoros kapcsolatban maradt. Állandó résztvevője volt a dorogi rendezvényeknek és sporteseményeknek. 80. születésnapján a Dorogi FC hivatalosan is köszöntötte a Balatonlelle elleni hazai NB II-es mérkőzés előtt, ahol a kezdőrúgást is ő végezte el. Egyenes jelleme, kiváló közösségi szelleme, közvetlen és vidám természete által környezete tiszteletét és szeretetét váltotta ki tevékenységének valamennyi területén.

## Kitüntetései
- Haza Szolgálatáért Érdemérem (kétszer)
- Árvízvédelemért Érdemérem

## Családja
Három gyermeke, négy unokája és két dédunokája volt. Mindkét lánya (Róza és Ilona) a dorogi kézilabda csapat, valamint a dorogi néptánccsoport tagja volt. Ezen felül mindketten ismert gyógytornászok. Ilona lánya a dorogi csapat labdarúgójához, Csapó Zsigmondhoz ment feleségül. Róza lánya lévén elsőszülött unokája Szabó Gyula sporttörténet-kutató és író, a Dorogi Sportmúzeum egyik létrehozója és vezetője. Második házassága lévén távoli rokoni kapcsolatba került Simon Tiborral, a Ferencvárosi TC egykori labdarúgójával, valamint Izeli József labdarúgóval, aki a Dorogi FC játékosa is volt.

## Külső hivatkozások
- Dorog város honlapja